# تیراندازها (فیلم ۲۰۰۲)
«تیراندازها» (انگلیسی: Shooters (2002 film)) یک فیلم است که در سال ۲۰۰۰ منتشر شد. از بازیگران آن می‌توان به آدریان دونبار ، اندرو هاوارد، جرارد باتلر، ملانی لینسکی، و جیسون هاگز اشاره کرد.